# Il Globo (Italia)
Il Globo è stato un quotidiano italiano di politica, economia e finanza fondato a Roma nel 1945 da Luigi Barzini e chiuso nel 1983.

## Storia
Il Globo uscì nelle edicole il 1º febbraio 1945. Si presentò come il primo quotidiano economico-politico con sede nella capitale d'Italia.
Al principio degli anni settanta, il giornale entrò in crisi. Fu costretto a sospendere le pubblicazioni nell'agosto 1977.
Il quotidiano tornò in edicola nel 1982 con una nuova gestione.

L'avvio fu prudente: la foliazione era ridotta a quattro pagine. Però vi erano anche soluzioni innovative. Tra le maggiori novità, l'inserto domenicale di cultura, tutto a colori, coordinato da Manlio Cancogni, che risultò il primo del genere.

Anche il sistema editoriale era innovativo: Il Globo, nella nuova edizione, fu il primo quotidiano ad essere impaginato totalmente in video; le pagine raggiungevano il centro stampa, che era fuori Roma, per teletrasmissione.
L'operazione non fu coronata da successo a causa delle gravi carenze organizzative: il giornale era male distribuito.

Il Globo chiuse definitivamente le pubblicazioni nel 1983.

## Assetto proprietario
All'atto della fondazione i proprietari della testata erano Luigi Barzini e Carlo Vaccaro. Il quotidiano era pubblicato da Giorgio Berlutti, editore e tipografo romano.
Negli anni Cinquanta «Il Globo» fu acquistato dalla Confindustria; nel 1972 passò nelle mani di Angelo Moratti con l'appoggio finanziario dell'Eni. Nel 1977 l'esperienza editoriale fu considerata conclusa.
Nel 1981 la società editrice «Italeditor», che faceva capo a Gianfranco Parretti e Gianni De Michelis, rilevò la testata e fondò un nuovo giornale, con l'intento di raccoglierne l'eredità.

## Direttori
- Luigi Barzini (1945 - 1948)
- Oreste Mosca (1948-1951)
- Italo Zingarelli (1952 - 1962)
- Remigio Rispo (1963 - 1972)
- Antonio Ghirelli (1972 - 1974)
- Gino Lanzara (1974 - 1977)

1977-1982: Sospensione delle pubblicazioni
- Michele Tito (1982-1983)